# Paul Radisich
Paul Radisich (Auckland, 9 ottobre 1962) è un pilota automobilistico neozelandese, vincitore del Campionato del mondo turismo 1993 e 1994 su Ford Mondeo e del
New Zealand Grand Prix 1988.

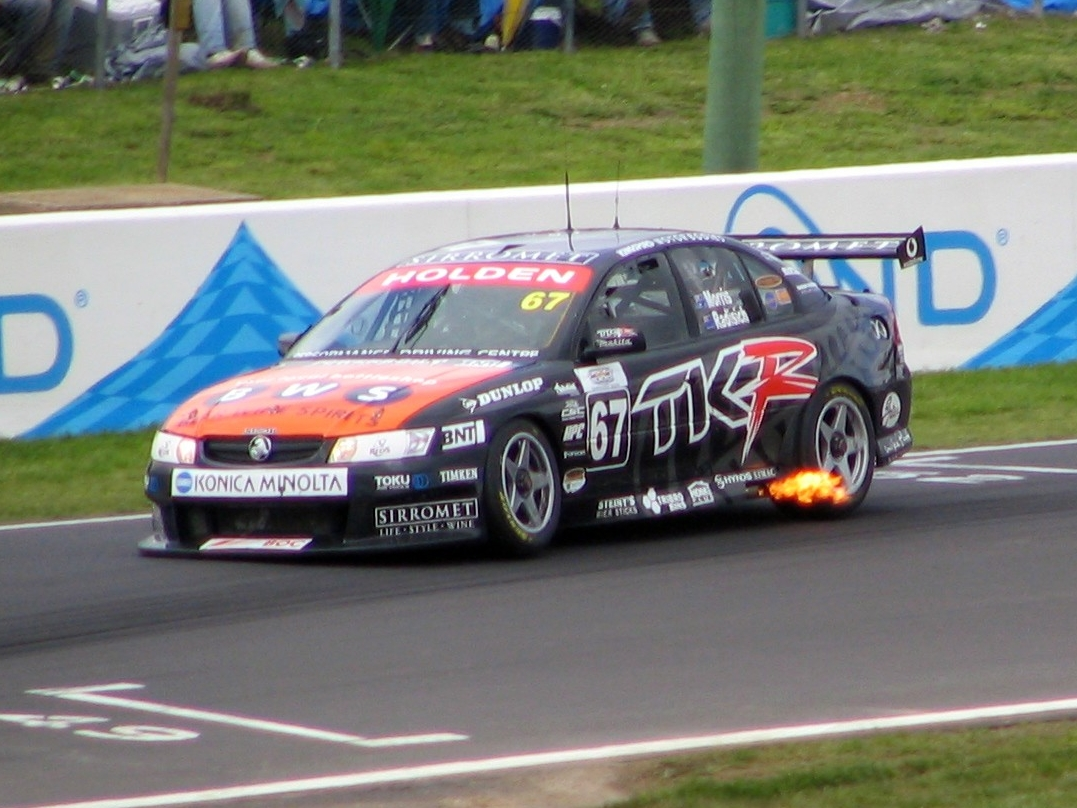
Radisich su Holden alla Bathurst 1000 del 2005

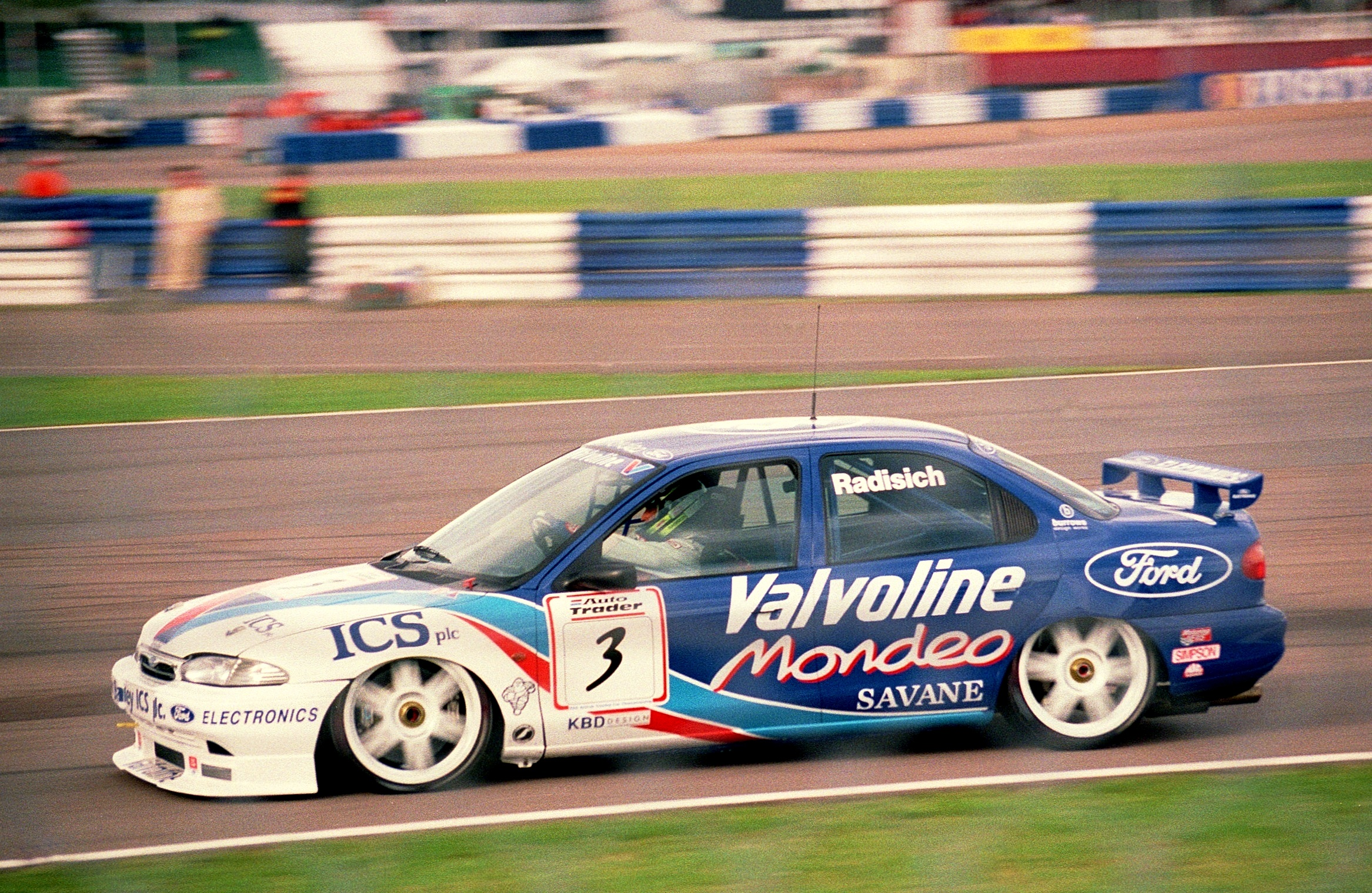
Radisich su Ford Mondeo Ghia al BTCC 1994

Durante la sua carriera è arrivato 2 volte terzo al 
British Touring Car Championship 1993 e 1994 su Ford Mondeo e due volte secondo alla Bathurst 1000 su Ford Sierra Cosworth RS500 nel 1990 e su Ford Falcon nel 2000.
Dal 2021 corre nel campionato TCR New Zealand.

## Palmarès
- Campionato del mondo turismo: 2
1993, 1994 su Ford Mondeo
- New Zealand Grand Prix
1988